# Eleições parlamentares europeias de 2024 no distrito de Santarém
| Eleições parlamentares europeias de 2024 Distritos: Aveiro \| Beja \| Braga \| Bragança \| Castelo Branco \| Coimbra \| Évora \| Faro \| Guarda \| Leiria \| Lisboa \| Portalegre \| Porto \| Santarém \| Setúbal \| Viana do Castelo \| Vila Real \| Viseu \| Açores \| Madeira \| Estrangeiro |

## Resultados por concelho
Os resultados nos concelhos do Distrito de Santarém foram os seguintes:

### Abrantes
| Partido                 | Partido                                  | Votos  | %               | +/-   |
| ----------------------- | ---------------------------------------- | ------ | --------------- | ----- |
|                         | Partido Socialista                       | 5 722  | 37,72 / 100,00  | 2,79  |
|                         | Aliança Democrática (PPD/PSD-CDS-PP-PPM) | 3 708  | 24,44 / 100,00  | 5,01  |
|                         | CHEGA                                    | 1 925  | 12,69 / 100,00  | -     |
|                         | Iniciativa Liberal                       | 1 098  | 7,24 / 100,00   | 6,60  |
|                         | Bloco de Esquerda                        | 683    | 4,50 / 100,00   | 7,86  |
|                         | Coligação Democrática Unitária (PCP-PEV) | 600    | 3,95 / 100,00   | 2,93  |
|                         | LIVRE                                    | 480    | 3,16 / 100,00   | 1,68  |
|                         | Alternativa Democrática Nacional         | 229    | 1,51 / 100,00   | 1,12  |
|                         | Pessoas–Animais–Natureza                 | 171    | 1,13 / 100,00   | 2,72  |
|                         | Outros (com menos de 1,00%)              | 185    | 1,23 / 100,00   |       |
| Votos Inválidos         | Votos Inválidos                          | 370    | 2,44 / 100,00   | 5,12  |
| Total                   | Total                                    | 15 171 | 100,00 / 100,00 |       |
| Eleitorado/Participação | Eleitorado/Participação                  | 31 007 | 48,93 / 100,00  | 13,01 |

| Freguesia                                       | %     | %     | %     | %     | %    | %    | %    | %    | %    | Votantes |
| Freguesia                                       | PS    | AD    | CH    | IL    | BE   | CDU  | L    | ADN  | PAN  | Votantes |
| ----------------------------------------------- | ----- | ----- | ----- | ----- | ---- | ---- | ---- | ---- | ---- | -------- |
| Freguesia                                       |       |       |       |       |      |      |      |      |      | Votantes |
| Abrantes e Alferrarede                          | 32,78 | 27,44 | 13,05 | 9,00  | 4,49 | 3,25 | 3,72 | 1,53 | 1,22 | 6 209    |
| Aldeia do Mato e Souto                          | 22,01 | 45,36 | 9,28  | 6,89  | 3,74 | 1,95 | 3,14 | 2,25 | 0,90 | 668      |
| Alvega e Concavada                              | 47,15 | 15,90 | 15,13 | 2,74  | 4,28 | 5,48 | 3,07 | 0,99 | 1,64 | 912      |
| Bemposta                                        | 47,66 | 18,91 | 11,35 | 4,24  | 4,54 | 3,93 | 2,27 | 1,97 | 1,36 | 661      |
| Carvalhal                                       | 37,76 | 30,10 | 14,54 | 4,59  | 2,30 | 1,79 | 3,57 | 1,02 | 1,02 | 392      |
| Fontes                                          | 31,38 | 30,61 | 16,33 | 9,44  | 1,79 | 1,28 | 1,79 | 3,02 | 0,77 | 392      |
| Martinchel                                      | 28,70 | 32,33 | 13,90 | 13,29 | 2,42 | 2,42 | 3,02 | 2,11 | 0    | 331      |
| Mouriscas                                       | 37,65 | 22,83 | 13,17 | 6,81  | 4,39 | 4,61 | 2,63 | 1,76 | 1,98 | 911      |
| Pego                                            | 44,90 | 16,88 | 13,48 | 5,10  | 6,15 | 3,93 | 3,14 | 1,18 | 1,18 | 764      |
| Rio de Moinhos                                  | 37,96 | 22,99 | 14,97 | 7,16  | 3,90 | 3,25 | 3,25 | 1,74 | 0,87 | 461      |
| São Facundo e Vale das Mós                      | 52,67 | 11,54 | 9,52  | 4,04  | 6,93 | 6,93 | 1,59 | 0,87 | 0,72 | 693      |
| São Miguel do Rio Torto e Rossio ao Sul do Tejo | 42,64 | 21,32 | 13,01 | 6,79  | 4,19 | 4,12 | 2,54 | 1,52 | 0,76 | 1 576    |
| Tramagal                                        | 44,21 | 18,90 | 9,16  | 6,00  | 5,58 | 7,41 | 3,33 | 0,92 | 0,83 | 1 201    |
| Abrantes                                        | 37,72 | 24,44 | 12,69 | 7,24  | 4,50 | 3,95 | 3,16 | 1,51 | 1,13 | 15 171   |

### Alcanena
| Partido                 | Partido                                  | Votos  | %               | +/-  |
| ----------------------- | ---------------------------------------- | ------ | --------------- | ---- |
|                         | Aliança Democrática (PPD/PSD-CDS-PP-PPM) | 1 546  | 31,76 / 100,00  | 3,82 |
|                         | Partido Socialista                       | 1 470  | 30,20 / 100,00  | 2,60 |
|                         | CHEGA                                    | 594    | 12,20 / 100,00  | -    |
|                         | Iniciativa Liberal                       | 431    | 8,86 / 100,00   | 8,31 |
|                         | Coligação Democrática Unitária (PCP-PEV) | 215    | 4,42 / 100,00   | 4,09 |
|                         | Bloco de Esquerda                        | 165    | 3,39 / 100,00   | 4,57 |
|                         | LIVRE                                    | 125    | 2,57 / 100,00   | 1,33 |
|                         | Alternativa Democrática Nacional         | 71     | 1,46 / 100,00   | 0,84 |
|                         | Pessoas–Animais–Natureza                 | 52     | 1,07 / 100,00   | 2,58 |
|                         | Outros (com menos de 1,00%)              | 71     | 1,46 / 100,00   |      |
| Votos Inválidos         | Votos Inválidos                          | 127    | 2,61 / 100,00   | 6,59 |
| Total                   | Total                                    | 4 867  | 100,00 / 100,00 |      |
| Eleitorado/Participação | Eleitorado/Participação                  | 11 440 | 42,54 / 100,00  | 7,42 |

| Freguesia                       | %     | %     | %     | %     | %    | %    | %    | %    | %    | Votantes |
| Freguesia                       | AD    | PS    | CH    | IL    | CDU  | BE   | L    | ADN  | PAN  | Votantes |
| ------------------------------- | ----- | ----- | ----- | ----- | ---- | ---- | ---- | ---- | ---- | -------- |
| Freguesia                       |       |       |       |       |      |      |      |      |      | Votantes |
| Alcanena e Vila Moreira         | 26,88 | 33,69 | 11,06 | 8,19  | 7,12 | 4,25 | 2,69 | 1,25 | 1,31 | 1 600    |
| Bugalhos                        | 25,08 | 42,01 | 10,66 | 7,52  | 2,82 | 3,76 | 2,19 | 1,88 | 0,63 | 319      |
| Malhou, Louriceira e Espinheiro | 22,51 | 39,29 | 12,55 | 7,91  | 5,18 | 4,50 | 1,64 | 0,95 | 0,55 | 733      |
| Minde                           | 40,16 | 21,53 | 13,23 | 10,97 | 2,66 | 2,02 | 3,15 | 1,85 | 1,45 | 1 240    |
| Moitas Venda                    | 40,96 | 22,07 | 13,03 | 5,05  | 2,13 | 3,72 | 2,66 | 1,06 | 1,06 | 376      |
| Monsanto                        | 25,17 | 35,57 | 15,44 | 11,07 | 2,68 | 2,35 | 1,34 | 2,35 | 0,67 | 298      |
| Serra de Santo António          | 47,84 | 17,61 | 10,93 | 9,97  | 1,66 | 1,99 | 3,32 | 1,33 | 0,33 | 301      |
| Alcanena                        | 31,76 | 30,20 | 12,20 | 8,86  | 4,42 | 3,39 | 2,57 | 1,46 | 1,07 | 4 867    |

### Almeirim
| Partido                 | Partido                                  | Votos  | %               | +/-  |
| ----------------------- | ---------------------------------------- | ------ | --------------- | ---- |
|                         | Partido Socialista                       | 2 444  | 37,31 / 100,00  | 6,88 |
|                         | Aliança Democrática (PPD/PSD-CDS-PP-PPM) | 1 618  | 24,70 / 100,00  | 6,51 |
|                         | CHEGA                                    | 902    | 13,77 / 100,00  | -    |
|                         | Iniciativa Liberal                       | 527    | 8,04 / 100,00   | 7,49 |
|                         | Coligação Democrática Unitária (PCP-PEV) | 317    | 4,84 / 100,00   | 4,25 |
|                         | Bloco de Esquerda                        | 226    | 3,45 / 100,00   | 5,36 |
|                         | LIVRE                                    | 183    | 2,79 / 100,00   | 1,55 |
|                         | Alternativa Democrática Nacional         | 75     | 1,14 / 100,00   | 0,80 |
|                         | Outros (com menos de 1,00%)              | 135    | 2,06 / 100,00   |      |
| Votos Inválidos         | Votos Inválidos                          | 124    | 1,89 / 100,00   | 5,65 |
| Total                   | Total                                    | 6 551  | 100,00 / 100,00 |      |
| Eleitorado/Participação | Eleitorado/Participação                  | 19 660 | 33,32 / 100,00  | 4,60 |

| Freguesia            | %     | %     | %     | %    | %    | %    | %    | %    | Votantes |
| Freguesia            | PS    | AD    | CH    | IL   | CDU  | BE   | L    | ADN  | Votantes |
| -------------------- | ----- | ----- | ----- | ---- | ---- | ---- | ---- | ---- | -------- |
| Freguesia            |       |       |       |      |      |      |      |      | Votantes |
| Almeirim             | 33,80 | 26,68 | 13,97 | 9,74 | 4,12 | 3,51 | 3,02 | 1,15 | 3 737    |
| Benfica do Ribatejo  | 44,42 | 17,81 | 13,84 | 5,04 | 8,58 | 2,90 | 3,00 | 1,07 | 932      |
| Fazendas de Almeirim | 40,81 | 24,04 | 13,26 | 6,17 | 4,87 | 3,39 | 2,16 | 1,17 | 1 622    |
| Raposa               | 40,38 | 25,00 | 13,85 | 6,15 | 1,54 | 5,00 | 2,69 | 1,15 | 260      |
| Almeirim             | 37,31 | 24,70 | 13,77 | 8,04 | 4,84 | 3,45 | 2,79 | 1,14 | 6 551    |

### Alpiarça
| Partido                 | Partido                                  | Votos | %               | +/-   |
| ----------------------- | ---------------------------------------- | ----- | --------------- | ----- |
|                         | Partido Socialista                       | 925   | 36,22 / 100,00  | 4,81  |
|                         | Coligação Democrática Unitária (PCP-PEV) | 522   | 20,44 / 100,00  | 12,54 |
|                         | Aliança Democrática (PPD/PSD-CDS-PP-PPM) | 405   | 15,86 / 100,00  | 5,17  |
|                         | CHEGA                                    | 272   | 10,65 / 100,00  | -     |
|                         | Iniciativa Liberal                       | 139   | 5,44 / 100,00   | 4,74  |
|                         | Bloco de Esquerda                        | 105   | 4,11 / 100,00   | 2,57  |
|                         | LIVRE                                    | 54    | 2,11 / 100,00   | 1,46  |
|                         | Outros (com menos de 1,00%)              | 62    | 2,42 / 100,00   |       |
| Votos Inválidos         | Votos Inválidos                          | 70    | 2,74 / 100,00   | 5,24  |
| Total                   | Total                                    | 2 554 | 100,00 / 100,00 |       |
| Eleitorado/Participação | Eleitorado/Participação                  | 6 301 | 40,53 / 100,00  | 3,93  |

| Freguesia | %     | %     | %     | %     | %    | %    | %    | Votantes |
| Freguesia | PS    | CDU   | AD    | CH    | IL   | BE   | L    | Votantes |
| --------- | ----- | ----- | ----- | ----- | ---- | ---- | ---- | -------- |
| Freguesia |       |       |       |       |      |      |      | Votantes |
| Alpiarça  | 36,22 | 20,44 | 15,86 | 10,65 | 5,44 | 4,11 | 2,11 | 2 554    |
| Alpiarça  | 36,22 | 20,44 | 15,86 | 10,65 | 5,44 | 4,11 | 2,11 | 2 554    |

### Benavente
| Partido                 | Partido                                  | Votos  | %               | +/-  |
| ----------------------- | ---------------------------------------- | ------ | --------------- | ---- |
|                         | Partido Socialista                       | 2 677  | 28,84 / 100,00  | 2,15 |
|                         | Aliança Democrática (PPD/PSD-CDS-PP-PPM) | 2 456  | 26,46 / 100,00  | 6,51 |
|                         | CHEGA                                    | 1 519  | 16,37 / 100,00  | -    |
|                         | Iniciativa Liberal                       | 906    | 9,76 / 100,00   | 8,87 |
|                         | Coligação Democrática Unitária (PCP-PEV) | 635    | 6,84 / 100,00   | 7,35 |
|                         | Bloco de Esquerda                        | 320    | 3,45 / 100,00   | 6,64 |
|                         | LIVRE                                    | 283    | 3,05 / 100,00   | 1,38 |
|                         | Alternativa Democrática Nacional         | 120    | 1,29 / 100,00   | 0,84 |
|                         | Outros (com menos de 1,00%)              | 179    | 1,94 / 100,00   |      |
| Votos Inválidos         | Votos Inválidos                          | 187    | 2,02 / 100,00   | 5,50 |
| Total                   | Total                                    | 9 282  | 100,00 / 100,00 |      |
| Eleitorado/Participação | Eleitorado/Participação                  | 24 883 | 37,30 / 100,00  | 8,08 |

| Freguesia      | %     | %     | %     | %     | %     | %    | %    | %    | Votantes |
| Freguesia      | PS    | AD    | CH    | IL    | CDU   | BE   | L    | ADN  | Votantes |
| -------------- | ----- | ----- | ----- | ----- | ----- | ---- | ---- | ---- | -------- |
| Freguesia      |       |       |       |       |       |      |      |      | Votantes |
| Barrosa        | 36,82 | 15,45 | 10,91 | 8,18  | 15,00 | 5,45 | 4,09 | 0,91 | 220      |
| Benavente      | 27,92 | 28,13 | 13,64 | 8,78  | 8,01  | 3,99 | 3,69 | 1,37 | 2 983    |
| Samora Correia | 30,92 | 23,16 | 18,28 | 9,55  | 6,57  | 3,42 | 2,71 | 1,35 | 4 974    |
| Santo Estêvão  | 20,36 | 39,00 | 16,20 | 13,67 | 3,26  | 1,72 | 2,62 | 0,90 | 1 105    |
| Benavente      | 28,84 | 26,46 | 16,37 | 9,76  | 6,84  | 3,45 | 3,05 | 1,29 | 9 282    |

### Cartaxo
| Partido                 | Partido                                  | Votos  | %               | +/-  |
| ----------------------- | ---------------------------------------- | ------ | --------------- | ---- |
|                         | Partido Socialista                       | 2 959  | 34,54 / 100,00  | 2,77 |
|                         | Aliança Democrática (PPD/PSD-CDS-PP-PPM) | 2 247  | 26,23 / 100,00  | 6,85 |
|                         | CHEGA                                    | 1 039  | 12,13 / 100,00  | -    |
|                         | Iniciativa Liberal                       | 719    | 8,39 / 100,00   | 7,41 |
|                         | Coligação Democrática Unitária (PCP-PEV) | 405    | 4,73 / 100,00   | 3,55 |
|                         | Bloco de Esquerda                        | 359    | 4,19 / 100,00   | 6,68 |
|                         | LIVRE                                    | 353    | 4,12 / 100,00   | 2,05 |
|                         | Pessoas–Animais–Natureza                 | 113    | 1,32 / 100,00   | 4,34 |
|                         | Alternativa Democrática Nacional         | 102    | 1,19 / 100,00   | 0,77 |
|                         | Outros (com menos de 1,00%)              | 98     | 1,15 / 100,00   |      |
| Votos Inválidos         | Votos Inválidos                          | 174    | 2,03 / 100,00   | 4,92 |
| Total                   | Total                                    | 8 568  | 100,00 / 100,00 |      |
| Eleitorado/Participação | Eleitorado/Participação                  | 20 767 | 41,26 / 100,00  | 7,72 |

| Freguesia               | %     | %     | %     | %     | %    | %    | %    | %    | %    | Votantes |
| Freguesia               | PS    | AD    | CH    | IL    | CDU  | BE   | L    | PAN  | ADN  | Votantes |
| ----------------------- | ----- | ----- | ----- | ----- | ---- | ---- | ---- | ---- | ---- | -------- |
| Freguesia               |       |       |       |       |      |      |      |      |      | Votantes |
| Cartaxo e Vale da Pinta | 31,31 | 29,37 | 11,26 | 9,45  | 4,06 | 4,41 | 4,78 | 1,28 | 1,11 | 4 307    |
| Ereira e Lapa           | 38,01 | 24,11 | 10,99 | 6,36  | 6,89 | 5,17 | 3,71 | 1,72 | 0,66 | 755      |
| Pontével                | 38,47 | 21,48 | 15,29 | 7,33  | 4,93 | 4,11 | 3,10 | 0,88 | 1,33 | 1 583    |
| Valada                  | 38,15 | 17,71 | 8,72  | 10,90 | 8,17 | 3,00 | 5,18 | 2,18 | 1,36 | 367      |
| Vale da Pedra           | 34,90 | 21,48 | 16,95 | 6,21  | 6,21 | 3,19 | 3,86 | 1,68 | 1,34 | 596      |
| Vila Chã de Ourique     | 38,65 | 27,81 | 10,00 | 7,40  | 3,44 | 3,65 | 2,92 | 1,35 | 1,56 | 960      |
| Cartaxo                 | 34,54 | 26,23 | 12,13 | 8,39  | 4,73 | 4,19 | 4,12 | 1,32 | 1,19 | 8 568    |

### Chamusca
| Partido                 | Partido                                  | Votos | %               | +/-  |
| ----------------------- | ---------------------------------------- | ----- | --------------- | ---- |
|                         | Partido Socialista                       | 1 265 | 39,94 / 100,00  | 2,89 |
|                         | Aliança Democrática (PPD/PSD-CDS-PP-PPM) | 693   | 21,88 / 100,00  | 6,26 |
|                         | CHEGA                                    | 397   | 12,54 / 100,00  | -    |
|                         | Coligação Democrática Unitária (PCP-PEV) | 287   | 9,06 / 100,00   | 6,19 |
|                         | Iniciativa Liberal                       | 192   | 6,06 / 100,00   | 5,68 |
|                         | Bloco de Esquerda                        | 99    | 3,13 / 100,00   | 4,61 |
|                         | LIVRE                                    | 72    | 2,27 / 100,00   | 1,44 |
|                         | Alternativa Democrática Nacional         | 41    | 1,29 / 100,00   | 0,99 |
|                         | Outros (com menos de 1,00%)              | 60    | 1,89 / 100,00   |      |
| Votos Inválidos         | Votos Inválidos                          | 61    | 1,92 / 100,00   | 5,14 |
| Total                   | Total                                    | 3 167 | 100,00 / 100,00 |      |
| Eleitorado/Participação | Eleitorado/Participação                  | 7 546 | 41,97 / 100,00  | 8,50 |

| Freguesia                  | %     | %     | %     | %     | %    | %    | %    | %    | Votantes |
| Freguesia                  | PS    | AD    | CH    | CDU   | IL   | BE   | L    | ADN  | Votantes |
| -------------------------- | ----- | ----- | ----- | ----- | ---- | ---- | ---- | ---- | -------- |
| Freguesia                  |       |       |       |       |      |      |      |      | Votantes |
| Carregueira                | 40,88 | 17,26 | 17,54 | 6,65  | 6,93 | 3,82 | 1,84 | 0,57 | 707      |
| Chamusca e Pinheiro Grande | 34,55 | 25,91 | 12,29 | 9,34  | 6,81 | 3,58 | 2,60 | 1,33 | 1 424    |
| Parreira e Chouto          | 42,86 | 29,19 | 9,63  | 3,11  | 6,52 | 1,24 | 1,86 | 1,86 | 322      |
| Ulme                       | 53,31 | 19,28 | 12,35 | 4,52  | 2,11 | 2,11 | 2,41 | 2,11 | 332      |
| Vale de Cavalos            | 44,24 | 11,52 | 6,81  | 21,47 | 4,71 | 2,62 | 2,09 | 1,31 | 382      |
| Chamusca                   | 39,94 | 21,88 | 12,54 | 9,06  | 6,06 | 3,13 | 2,27 | 1,29 | 3 167    |

### Constância
| Partido                 | Partido                                  | Votos | %               | +/-   |
| ----------------------- | ---------------------------------------- | ----- | --------------- | ----- |
|                         | Partido Socialista                       | 618   | 35,66 / 100,00  | 4,90  |
|                         | Aliança Democrática (PPD/PSD-CDS-PP-PPM) | 363   | 20,95 / 100,00  | 7,24  |
|                         | CHEGA                                    | 270   | 15,58 / 100,00  | -     |
|                         | Coligação Democrática Unitária (PCP-PEV) | 128   | 7,39 / 100,00   | 7,10  |
|                         | Iniciativa Liberal                       | 114   | 6,58 / 100,00   | 5,80  |
|                         | Bloco de Esquerda                        | 67    | 3,87 / 100,00   | 3,33  |
|                         | LIVRE                                    | 55    | 3,17 / 100,00   | 0,98  |
|                         | Pessoas–Animais–Natureza                 | 27    | 1,56 / 100,00   | 2,20  |
|                         | Alternativa Democrática Nacional         | 18    | 1,04 / 100,00   | 0,73  |
|                         | Outros (com menos de 1,00%)              | 21    | 1,21 / 100,00   |       |
| Votos Inválidos         | Votos Inválidos                          | 52    | 3,00 / 100,00   | 6,48  |
| Total                   | Total                                    | 1 733 | 100,00 / 100,00 |       |
| Eleitorado/Participação | Eleitorado/Participação                  | 3 355 | 51,65 / 100,00  | 13,51 |

| Freguesia                  | %     | %     | %     | %    | %    | %    | %    | %    | %    | Votantes |
| Freguesia                  | PS    | AD    | CH    | CDU  | IL   | BE   | L    | PAN  | ADN  | Votantes |
| -------------------------- | ----- | ----- | ----- | ---- | ---- | ---- | ---- | ---- | ---- | -------- |
| Freguesia                  |       |       |       |      |      |      |      |      |      | Votantes |
| Constância                 | 27,26 | 26,88 | 14,29 | 6,95 | 6,77 | 6,20 | 4,70 | 1,88 | 0,75 | 532      |
| Montalvo                   | 39,26 | 19,83 | 14,46 | 8,68 | 5,79 | 2,89 | 2,48 | 0,62 | 0,62 | 484      |
| Santa Margarida da Coutada | 39,47 | 17,29 | 17,29 | 6,83 | 6,97 | 2,51 | 2,79 | 1,95 | 1,53 | 717      |
| Constância                 | 35,66 | 20,95 | 15,58 | 7,39 | 6,58 | 3,87 | 3,17 | 1,56 | 1,04 | 1 733    |

### Coruche
| Partido                 | Partido                                  | Votos  | %               | +/-  |
| ----------------------- | ---------------------------------------- | ------ | --------------- | ---- |
|                         | Partido Socialista                       | 2 528  | 38,08 / 100,00  | 3,08 |
|                         | Aliança Democrática (PPD/PSD-CDS-PP-PPM) | 1 496  | 22,53 / 100,00  | 6,96 |
|                         | CHEGA                                    | 853    | 12,85 / 100,00  | -    |
|                         | Coligação Democrática Unitária (PCP-PEV) | 754    | 11,36 / 100,00  | 9,00 |
|                         | Iniciativa Liberal                       | 374    | 5,63 / 100,00   | 4,99 |
|                         | Bloco de Esquerda                        | 190    | 2,86 / 100,00   | 3,87 |
|                         | LIVRE                                    | 153    | 2,30 / 100,00   | 1,36 |
|                         | Outros (com menos de 1,00%)              | 173    | 2,61 / 100,00   |      |
| Votos Inválidos         | Votos Inválidos                          | 118    | 1,78 / 100,00   | 4,37 |
| Total                   | Total                                    | 6 639  | 100,00 / 100,00 |      |
| Eleitorado/Participação | Eleitorado/Participação                  | 15 582 | 42,61 / 100,00  | 9,83 |

| Freguesia               | %     | %     | %     | %     | %    | %    | %    | Votantes |
| Freguesia               | PS    | AD    | CH    | CDU   | IL   | BE   | L    | Votantes |
| ----------------------- | ----- | ----- | ----- | ----- | ---- | ---- | ---- | -------- |
| Freguesia               |       |       |       |       |      |      |      | Votantes |
| Biscainho               | 28,08 | 35,47 | 15,76 | 4,19  | 5,42 | 3,45 | 3,20 | 406      |
| Branca                  | 43,69 | 23,40 | 12,43 | 5,85  | 5,30 | 2,19 | 1,83 | 547      |
| Coruche, Fajarda e Erra | 37,70 | 24,99 | 13,38 | 7,47  | 6,69 | 2,97 | 2,60 | 3 737    |
| Couço                   | 35,28 | 10,83 | 9,26  | 33,36 | 2,97 | 2,88 | 1,31 | 1 145    |
| Santana do Mato         | 39,62 | 23,96 | 16,61 | 7,03  | 4,15 | 1,92 | 2,24 | 313      |
| São José da Lamarosa    | 48,47 | 18,53 | 12,83 | 4,48  | 5,30 | 2,85 | 2,24 | 491      |
| Coruche                 | 38,08 | 22,53 | 12,85 | 11,36 | 5,63 | 2,86 | 2,30 | 6 639    |

### Entroncamento
| Partido                 | Partido                                  | Votos  | %               | +/-   |
| ----------------------- | ---------------------------------------- | ------ | --------------- | ----- |
|                         | Partido Socialista                       | 2 278  | 33,07 / 100,00  | 0,68  |
|                         | Aliança Democrática (PPD/PSD-CDS-PP-PPM) | 1 734  | 25,17 / 100,00  | 5,63  |
|                         | CHEGA                                    | 1 063  | 15,43 / 100,00  | -     |
|                         | Iniciativa Liberal                       | 627    | 9,10 / 100,00   | 8,35  |
|                         | Bloco de Esquerda                        | 334    | 4,85 / 100,00   | 10,16 |
|                         | LIVRE                                    | 249    | 3,61 / 100,00   | 1,79  |
|                         | Coligação Democrática Unitária (PCP-PEV) | 247    | 3,59 / 100,00   | 2,80  |
|                         | Alternativa Democrática Nacional         | 75     | 1,09 / 100,00   | 0,66  |
|                         | Pessoas–Animais–Natureza                 | 69     | 1,00 / 100,00   | 4,16  |
|                         | Outros (com menos de 1,00%)              | 71     | 1,03 / 100,00   |       |
| Votos Inválidos         | Votos Inválidos                          | 142    | 2,06 / 100,00   | 5,91  |
| Total                   | Total                                    | 6 889  | 100,00 / 100,00 |       |
| Eleitorado/Participação | Eleitorado/Participação                  | 16 759 | 41,11 / 100,00  | 4,25  |

| Freguesia               | %     | %     | %     | %     | %    | %    | %    | %    | %    | Votantes |
| Freguesia               | PS    | AD    | CH    | IL    | BE   | L    | CDU  | ADN  | PAN  | Votantes |
| ----------------------- | ----- | ----- | ----- | ----- | ---- | ---- | ---- | ---- | ---- | -------- |
| Freguesia               |       |       |       |       |      |      |      |      |      | Votantes |
| Nossa Senhora de Fátima | 30,97 | 26,43 | 16,46 | 10,06 | 4,84 | 3,27 | 3,00 | 0,85 | 0,88 | 4 094    |
| São João Batista        | 36,14 | 23,33 | 13,92 | 7,69  | 4,87 | 4,11 | 4,44 | 1,43 | 1,18 | 2 795    |
| Entroncamento           | 33,07 | 25,17 | 15,43 | 9,10  | 4,85 | 3,61 | 3,59 | 1,09 | 1,00 | 6 889    |

### Ferreira do Zêzere
| Partido                 | Partido                                  | Votos | %               | +/-   |
| ----------------------- | ---------------------------------------- | ----- | --------------- | ----- |
|                         | Aliança Democrática (PPD/PSD-CDS-PP-PPM) | 1 719 | 37,80 / 100,00  | 0,53  |
|                         | Partido Socialista                       | 1 324 | 29,11 / 100,00  | 3,49  |
|                         | CHEGA                                    | 491   | 10,80 / 100,00  | -     |
|                         | Iniciativa Liberal                       | 329   | 7,23 / 100,00   | 6,87  |
|                         | Bloco de Esquerda                        | 140   | 3,08 / 100,00   | 3,33  |
|                         | LIVRE                                    | 117   | 2,57 / 100,00   | 1,60  |
|                         | Coligação Democrática Unitária (PCP-PEV) | 106   | 2,33 / 100,00   | 0,03  |
|                         | Alternativa Democrática Nacional         | 70    | 1,54 / 100,00   | 1,07  |
|                         | Pessoas–Animais–Natureza                 | 58    | 1,28 / 100,00   | 2,30  |
|                         | Outros (com menos de 1,00%)              | 65    | 1,43 / 100,00   |       |
| Votos Inválidos         | Votos Inválidos                          | 129   | 2,84 / 100,00   | 7,98  |
| Total                   | Total                                    | 4 548 | 100,00 / 100,00 |       |
| Eleitorado/Participação | Eleitorado/Participação                  | 6 864 | 66,26 / 100,00  | 27,28 |

| Freguesia               | %     | %     | %     | %    | %    | %    | %    | %    | %    | Votantes |
| Freguesia               | AD    | PS    | CH    | IL   | BE   | L    | CDU  | ADN  | PAN  | Votantes |
| ----------------------- | ----- | ----- | ----- | ---- | ---- | ---- | ---- | ---- | ---- | -------- |
| Freguesia               |       |       |       |      |      |      |      |      |      | Votantes |
| Águas Belas             | 33,29 | 34,59 | 11,87 | 7,09 | 2,17 | 2,46 | 1,88 | 1,30 | 1,16 | 691      |
| Areias e Pias           | 42,12 | 26,13 | 9,35  | 6,19 | 2,48 | 3,15 | 2,25 | 2,70 | 0,90 | 888      |
| Beco                    | 35,49 | 31,27 | 12,96 | 6,20 | 2,82 | 2,54 | 1,41 | 1,41 | 0,28 | 355      |
| Chãos                   | 39,39 | 22,56 | 12,46 | 6,06 | 4,38 | 4,38 | 3,37 | 0,67 | 2,36 | 297      |
| Ferreira do Zêzere      | 36,75 | 27,70 | 10,03 | 9,26 | 3,23 | 2,81 | 2,95 | 1,47 | 1,75 | 1 426    |
| Igreja Nova do Sobral   | 43,12 | 27,51 | 14,29 | 3,70 | 3,17 | 1,06 | 1,59 | 1,06 | 0,26 | 378      |
| Nossa Senhora do Pranto | 36,06 | 34,31 | 8,97  | 7,60 | 4,29 | 1,17 | 1,95 | 0,97 | 1,56 | 513      |
| Ferreira do Zêzere      | 37,80 | 29,11 | 10,80 | 7,23 | 3,08 | 2,57 | 2,33 | 1,54 | 1,28 | 4 548    |

### Golegã
| Partido                 | Partido                                  | Votos | %               | +/-   |
| ----------------------- | ---------------------------------------- | ----- | --------------- | ----- |
|                         | Partido Socialista                       | 757   | 37,02 / 100,00  | 0,46  |
|                         | Aliança Democrática (PPD/PSD-CDS-PP-PPM) | 544   | 26,60 / 100,00  | 3,23  |
|                         | CHEGA                                    | 241   | 11,78 / 100,00  | -     |
|                         | Iniciativa Liberal                       | 142   | 6,94 / 100,00   | 6,36  |
|                         | Coligação Democrática Unitária (PCP-PEV) | 137   | 6,70 / 100,00   | 6,49  |
|                         | Bloco de Esquerda                        | 68    | 3,33 / 100,00   | 5,57  |
|                         | LIVRE                                    | 57    | 2,79 / 100,00   | 2,02  |
|                         | Alternativa Democrática Nacional         | 24    | 1,17 / 100,00   | 0,91  |
|                         | Outros (com menos de 1,00%)              | 38    | 1,85 / 100,00   |       |
| Votos Inválidos         | Votos Inválidos                          | 37    | 1,80 / 100,00   | 4,99  |
| Total                   | Total                                    | 2 045 | 100,00 / 100,00 |       |
| Eleitorado/Participação | Eleitorado/Participação                  | 4 755 | 43,01 / 100,00  | 11,48 |

| Freguesia  | %     | %     | %     | %    | %     | %    | %    | %    | Votantes |
| Freguesia  | PS    | AD    | CH    | IL   | CDU   | BE   | L    | ADN  | Votantes |
| ---------- | ----- | ----- | ----- | ---- | ----- | ---- | ---- | ---- | -------- |
| Freguesia  |       |       |       |      |       |      |      |      | Votantes |
| Azinhaga   | 41,56 | 21,89 | 9,09  | 5,38 | 12,62 | 2,97 | 2,41 | 0,37 | 539      |
| Golegã     | 33,49 | 30,27 | 13,18 | 7,74 | 3,68  | 3,14 | 3,22 | 1,53 | 1 305    |
| Pombalinho | 47,76 | 15,42 | 9,95  | 5,97 | 10,45 | 5,47 | 1,00 | 1,00 | 201      |
| Golegã     | 37,02 | 26,60 | 11,78 | 6,94 | 6,70  | 3,33 | 2,79 | 1,17 | 2 045    |

### Mação
| Partido                 | Partido                                  | Votos | %               | +/-   |
| ----------------------- | ---------------------------------------- | ----- | --------------- | ----- |
|                         | Partido Socialista                       | 1 474 | 34,38 / 100,00  | 0,12  |
|                         | Aliança Democrática (PPD/PSD-CDS-PP-PPM) | 1 450 | 33,82 / 100,00  | 1,72  |
|                         | CHEGA                                    | 481   | 11,22 / 100,00  | -     |
|                         | Iniciativa Liberal                       | 231   | 5,39 / 100,00   | 4,95  |
|                         | Bloco de Esquerda                        | 152   | 3,55 / 100,00   | 2,98  |
|                         | Coligação Democrática Unitária (PCP-PEV) | 112   | 2,61 / 100,00   | 0,77  |
|                         | LIVRE                                    | 86    | 2,01 / 100,00   | 0,97  |
|                         | Alternativa Democrática Nacional         | 72    | 1,68 / 100,00   | 1,24  |
|                         | Outros (com menos de 1,00%)              | 101   | 2,35 / 100,00   |       |
| Votos Inválidos         | Votos Inválidos                          | 128   | 2,99 / 100,00   | 7,59  |
| Total                   | Total                                    | 4 287 | 100,00 / 100,00 |       |
| Eleitorado/Participação | Eleitorado/Participação                  | 5 679 | 75,49 / 100,00  | 26,10 |

| Freguesia                      | %     | %     | %     | %    | %    | %    | %    | %    | Votantes |
| Freguesia                      | PS    | AD    | CH    | IL   | BE   | CDU  | L    | ADN  | Votantes |
| ------------------------------ | ----- | ----- | ----- | ---- | ---- | ---- | ---- | ---- | -------- |
| Freguesia                      |       |       |       |      |      |      |      |      | Votantes |
| Amêndoa                        | 28,71 | 45,48 | 7,74  | 3,87 | 2,90 | 1,61 | 1,94 | 2,26 | 310      |
| Cardigos                       | 23,18 | 44,61 | 12,94 | 6,20 | 2,83 | 1,21 | 1,21 | 2,02 | 742      |
| Carvoeiro                      | 31,90 | 36,92 | 13,98 | 5,38 | 1,79 | 2,15 | 2,51 | 2,15 | 279      |
| Envendos                       | 41,91 | 27,83 | 10,61 | 4,17 | 4,35 | 2,78 | 2,09 | 2,26 | 575      |
| Mação, Penhascoso e Aboboreira | 36,26 | 31,25 | 10,25 | 6,04 | 3,81 | 2,82 | 2,18 | 1,54 | 2 019    |
| Ortiga                         | 41,71 | 23,20 | 14,92 | 3,31 | 4,14 | 5,25 | 2,21 | 0    | 362      |
| Mação                          | 34,38 | 33,82 | 11,22 | 5,39 | 3,55 | 2,61 | 2,01 | 1,68 | 4 287    |

### Ourém
| Partido                 | Partido                                  | Votos  | %               | +/-   |
| ----------------------- | ---------------------------------------- | ------ | --------------- | ----- |
|                         | Aliança Democrática (PPD/PSD-CDS-PP-PPM) | 8 641  | 46,64 / 100,00  | 4,06  |
|                         | Partido Socialista                       | 3 359  | 18,13 / 100,00  | 0,75  |
|                         | CHEGA                                    | 2 660  | 14,36 / 100,00  | -     |
|                         | Iniciativa Liberal                       | 1 479  | 7,98 / 100,00   | 7,37  |
|                         | LIVRE                                    | 484    | 2,61 / 100,00   | 1,14  |
|                         | Bloco de Esquerda                        | 414    | 2,23 / 100,00   | 3,60  |
|                         | Alternativa Democrática Nacional         | 383    | 2,07 / 100,00   | 1,62  |
|                         | Coligação Democrática Unitária (PCP-PEV) | 217    | 1,17 / 100,00   | 0,64  |
|                         | Outros (com menos de 1,00%)              | 417    | 2,50 / 100,00   |       |
| Votos Inválidos         | Votos Inválidos                          | 474    | 2,56 / 100,00   | 7,69  |
| Total                   | Total                                    | 18 528 | 100,00 / 100,00 |       |
| Eleitorado/Participação | Eleitorado/Participação                  | 40 410 | 45,85 / 100,00  | 11,09 |

| Freguesia                                 | %     | %     | %     | %    | %    | %    | %    | %    | Votantes |
| Freguesia                                 | AD    | PS    | CH    | IL   | L    | BE   | ADN  | CDU  | Votantes |
| ----------------------------------------- | ----- | ----- | ----- | ---- | ---- | ---- | ---- | ---- | -------- |
| Freguesia                                 |       |       |       |      |      |      |      |      | Votantes |
| Alburitel                                 | 38,00 | 27,64 | 10,75 | 7,29 | 3,65 | 4,41 | 1,73 | 0,77 | 521      |
| Atouguia                                  | 50,27 | 13,74 | 13,74 | 8,09 | 1,81 | 2,66 | 3,09 | 1,49 | 939      |
| Caxarias                                  | 39,69 | 26,33 | 12,97 | 8,69 | 3,50 | 2,20 | 1,95 | 1,17 | 771      |
| Espite                                    | 39,02 | 22,30 | 20,00 | 5,25 | 3,28 | 0,98 | 0,98 | 0    | 305      |
| Fátima                                    | 49,20 | 14,66 | 15,46 | 9,21 | 2,32 | 1,87 | 1,69 | 0,83 | 5 874    |
| Freixianda, Ribeira do Fárrio e Formigais | 55,31 | 11,77 | 16,93 | 5,31 | 1,74 | 1,38 | 2,47 | 0,73 | 1 376    |
| Gondemaria e Olival                       | 46,24 | 17,86 | 15,38 | 7,78 | 2,22 | 1,97 | 2,22 | 1,62 | 1 170    |
| Matas e Cercal                            | 54,58 | 13,23 | 12,60 | 7,25 | 1,27 | 1,78 | 3,18 | 0,89 | 786      |
| Nossa Senhora da Piedade                  | 37,95 | 25,12 | 12,99 | 7,90 | 4,72 | 3,38 | 1,34 | 2,00 | 2 456    |
| Nossa Senhora das Misericórdias           | 45,81 | 17,55 | 14,53 | 8,08 | 2,58 | 2,33 | 2,63 | 1,34 | 2 017    |
| Rio de Couros e Casal dos Bernardos       | 54,45 | 15,35 | 10,75 | 7,06 | 1,64 | 2,05 | 3,17 | 0,61 | 977      |
| Seiça                                     | 38,81 | 31,44 | 11,13 | 5,82 | 2,72 | 2,59 | 1,55 | 1,16 | 773      |
| Urqueira                                  | 42,10 | 20,43 | 16,16 | 8,70 | 1,78 | 1,78 | 2,49 | 2,49 | 563      |
| Ourém                                     | 46,64 | 18,13 | 14,36 | 7,98 | 2,61 | 2,23 | 2,07 | 1,17 | 18 528   |

### Rio Maior
| Partido                 | Partido                                  | Votos  | %               | +/-   |
| ----------------------- | ---------------------------------------- | ------ | --------------- | ----- |
|                         | Aliança Democrática (PPD/PSD-CDS-PP-PPM) | 2 913  | 35,94 / 100,00  | 1,05  |
|                         | Partido Socialista                       | 2 441  | 30,11 / 100,00  | 0,17  |
|                         | CHEGA                                    | 933    | 11,51 / 100,00  | -     |
|                         | Iniciativa Liberal                       | 616    | 7,60 / 100,00   | 7,12  |
|                         | Bloco de Esquerda                        | 252    | 3,11 / 100,00   | 4,98  |
|                         | LIVRE                                    | 233    | 2,87 / 100,00   | 1,42  |
|                         | Coligação Democrática Unitária (PCP-PEV) | 181    | 2,23 / 100,00   | 2,48  |
|                         | Alternativa Democrática Nacional         | 129    | 1,59 / 100,00   | 1,22  |
|                         | Outros (com menos de 1,00%)              | 208    | 2,56 / 100,00   |       |
| Votos Inválidos         | Votos Inválidos                          | 200    | 2,46 / 100,00   | 6,90  |
| Total                   | Total                                    | 8 106  | 100,00 / 100,00 |       |
| Eleitorado/Participação | Eleitorado/Participação                  | 17 833 | 45,46 / 100,00  | 10,40 |

| Freguesia                                 | %     | %     | %     | %     | %    | %    | %    | %    | Votantes |
| Freguesia                                 | AD    | PS    | CH    | IL    | BE   | L    | CDU  | ADN  | Votantes |
| ----------------------------------------- | ----- | ----- | ----- | ----- | ---- | ---- | ---- | ---- | -------- |
| Freguesia                                 |       |       |       |       |      |      |      |      | Votantes |
| Alcobertas                                | 48,93 | 18,65 | 10,93 | 8,43  | 2,26 | 1,90 | 0,95 | 2,85 | 842      |
| Arrouquelas                               | 25,93 | 43,43 | 7,74  | 7,07  | 3,03 | 4,71 | 4,38 | 0,67 | 297      |
| Asseiceira                                | 27,85 | 35,28 | 13,79 | 9,02  | 2,65 | 2,92 | 2,65 | 0,80 | 377      |
| Azambujeira e Malaqueijo                  | 28,81 | 34,18 | 13,84 | 6,50  | 3,67 | 2,26 | 3,39 | 2,82 | 354      |
| Fráguas                                   | 32,47 | 37,63 | 9,79  | 5,41  | 2,58 | 2,32 | 1,55 | 1,55 | 388      |
| Marmeleira e Assentiz                     | 22,81 | 35,39 | 7,04  | 4,05  | 6,18 | 5,12 | 6,61 | 0,85 | 469      |
| Outeiro da Cortiçada e Arruda dos Pisões  | 41,17 | 28,35 | 11,07 | 7,38  | 1,75 | 3,11 | 2,33 | 1,36 | 515      |
| Rio Maior                                 | 37,53 | 29,98 | 11,81 | 7,53  | 2,95 | 2,63 | 1,77 | 1,45 | 4 063    |
| São João da Ribeira e Ribeira de São João | 28,19 | 27,53 | 14,43 | 10,95 | 4,98 | 3,81 | 2,49 | 1,66 | 603      |
| São Sebastião                             | 38,89 | 29,80 | 11,11 | 8,59  | 1,52 | 2,53 | 1,01 | 2,02 | 198      |
| Rio Maior                                 | 35,94 | 30,11 | 11,51 | 7,60  | 3,11 | 2,87 | 2,23 | 1,59 | 8 106    |

### Salvaterra de Magos
| Partido                 | Partido                                  | Votos  | %               | +/-  |
| ----------------------- | ---------------------------------------- | ------ | --------------- | ---- |
|                         | Partido Socialista                       | 2 405  | 34,62 / 100,00  | 3,59 |
|                         | Aliança Democrática (PPD/PSD-CDS-PP-PPM) | 1 658  | 23,87 / 100,00  | 5,78 |
|                         | CHEGA                                    | 1 023  | 14,73 / 100,00  | -    |
|                         | Iniciativa Liberal                       | 539    | 7,76 / 100,00   | 7,24 |
|                         | Coligação Democrática Unitária (PCP-PEV) | 369    | 5,31 / 100,00   | 4,11 |
|                         | Bloco de Esquerda                        | 318    | 4,58 / 100,00   | 6,14 |
|                         | LIVRE                                    | 215    | 3,10 / 100,00   | 1,63 |
|                         | Alternativa Democrática Nacional         | 96     | 1,38 / 100,00   | 0,84 |
|                         | Pessoas–Animais–Natureza                 | 79     | 1,14 / 100,00   | 3,95 |
|                         | Outros (com menos de 1,00%)              | 83     | 1,20 / 100,00   |      |
| Votos Inválidos         | Votos Inválidos                          | 161    | 2,32 / 100,00   | 5,70 |
| Total                   | Total                                    | 6 946  | 100,00 / 100,00 |      |
| Eleitorado/Participação | Eleitorado/Participação                  | 19 652 | 35,35 / 100,00  | 9,64 |

| Freguesia                                 | %     | %     | %     | %    | %    | %    | %    | %    | %    | Votantes |
| Freguesia                                 | PS    | AD    | CH    | IL   | CDU  | BE   | L    | ADN  | PAN  | Votantes |
| ----------------------------------------- | ----- | ----- | ----- | ---- | ---- | ---- | ---- | ---- | ---- | -------- |
| Freguesia                                 |       |       |       |      |      |      |      |      |      | Votantes |
| Glória do Ribatejo e Granho               | 45,93 | 10,89 | 13,84 | 4,91 | 7,75 | 6,67 | 3,73 | 1,18 | 0,59 | 1 019    |
| Marinhais                                 | 33,26 | 27,26 | 14,58 | 6,77 | 4,50 | 4,09 | 3,54 | 1,50 | 1,27 | 2 201    |
| Muge                                      | 51,68 | 16,78 | 11,86 | 4,92 | 4,25 | 3,36 | 1,79 | 1,79 | 0,67 | 447      |
| Salvaterra de Magos e Foros de Salvaterra | 29,70 | 26,59 | 15,49 | 9,70 | 5,25 | 4,42 | 2,78 | 1,31 | 1,28 | 3 279    |
| Salvaterra de Magos                       | 34,62 | 23,87 | 14,73 | 7,76 | 5,31 | 4,58 | 3,10 | 1,38 | 1,14 | 6 946    |

### Santarém
| Partido                 | Partido                                  | Votos  | %               | +/-  |
| ----------------------- | ---------------------------------------- | ------ | --------------- | ---- |
|                         | Aliança Democrática (PPD/PSD-CDS-PP-PPM) | 7 377  | 31,86 / 100,00  | 4,65 |
|                         | Partido Socialista                       | 7 263  | 31,37 / 100,00  | 2,74 |
|                         | CHEGA                                    | 2 439  | 10,53 / 100,00  | -    |
|                         | Iniciativa Liberal                       | 2 253  | 9,73 / 100,00   | 9,16 |
|                         | Coligação Democrática Unitária (PCP-PEV) | 985    | 4,25 / 100,00   | 3,05 |
|                         | Bloco de Esquerda                        | 844    | 3,65 / 100,00   | 6,41 |
|                         | LIVRE                                    | 793    | 3,42 / 100,00   | 1,85 |
|                         | Alternativa Democrática Nacional         | 263    | 1,14 / 100,00   | 0,81 |
|                         | Outros (com menos de 1,00%)              | 471    | 2,03 / 100,00   |      |
| Votos Inválidos         | Votos Inválidos                          | 467    | 2,02 / 100,00   | 5,06 |
| Total                   | Total                                    | 23 155 | 100,00 / 100,00 |      |
| Eleitorado/Participação | Eleitorado/Participação                  | 50 998 | 45,40 / 100,00  | 9,54 |

| Freguesia                                  | %     | %     | %     | %     | %     | %    | %    | %    | Votantes |
| Freguesia                                  | AD    | PS    | CH    | IL    | CDU   | BE   | L    | ADN  | Votantes |
| ------------------------------------------ | ----- | ----- | ----- | ----- | ----- | ---- | ---- | ---- | -------- |
| Freguesia                                  |       |       |       |       |       |      |      |      | Votantes |
| Abitureiras                                | 32,83 | 40,15 | 7,32  | 7,83  | 2,78  | 3,03 | 3,03 | 0,76 | 396      |
| Abrã                                       | 33,49 | 34,20 | 10,69 | 4,75  | 2,85  | 3,33 | 3,33 | 1,43 | 421      |
| Achete, Azoia de Baixo e Póvoa de Santarém | 33,27 | 32,89 | 9,60  | 8,08  | 4,37  | 3,14 | 3,42 | 0,86 | 1 052    |
| Alcanede                                   | 45,11 | 23,32 | 11,29 | 6,47  | 1,72  | 2,51 | 1,85 | 2,31 | 1 514    |
| Alcanhões                                  | 27,04 | 33,80 | 12,48 | 5,55  | 10,75 | 3,64 | 1,73 | 1,04 | 577      |
| Almoster                                   | 25,66 | 37,03 | 10,12 | 9,15  | 5,83  | 3,47 | 4,44 | 0,83 | 721      |
| Amiais de Baixo                            | 26,10 | 48,37 | 5,39  | 6,24  | 4,68  | 2,27 | 2,70 | 0,71 | 705      |
| Arneiro das Milhariças                     | 28,32 | 44,84 | 7,96  | 2,65  | 5,31  | 2,65 | 0,29 | 1,18 | 339      |
| Azoia de Cima e Tremês                     | 27,69 | 39,18 | 12,45 | 6,41  | 2,90  | 3,26 | 1,69 | 1,57 | 827      |
| Casével e Vaqueiros                        | 26,12 | 33,62 | 14,99 | 7,71  | 3,64  | 5,78 | 3,64 | 1,93 | 467      |
| Cidade de Santarém                         | 32,69 | 27,84 | 10,32 | 12,39 | 3,72  | 4,01 | 4,12 | 1,06 | 11 449   |
| Gançaria                                   | 45,24 | 25,71 | 5,71  | 8,57  | 0,48  | 1,43 | 3,33 | 2,38 | 210      |
| Moçarria                                   | 24,17 | 39,47 | 9,09  | 7,54  | 5,32  | 5,54 | 3,55 | 0,67 | 451      |
| Pernes                                     | 27,97 | 36,26 | 9,59  | 5,53  | 9,92  | 2,60 | 3,41 | 0,33 | 615      |
| Póvoa da Isenta                            | 25,06 | 36,23 | 11,91 | 9,68  | 7,20  | 2,48 | 3,23 | 0,50 | 403      |
| Romeira e Várzea                           | 33,56 | 29,96 | 12,45 | 9,24  | 2,63  | 4,38 | 3,21 | 1,07 | 1 028    |
| São Vicente do Paul e Vale de Figueira     | 26,71 | 37,64 | 11,42 | 7,35  | 5,76  | 2,98 | 2,68 | 1,19 | 1 007    |
| Vale de Santarém                           | 27,44 | 35,97 | 12,95 | 6,78  | 6,99  | 3,49 | 2,16 | 1,13 | 973      |
| Santarém                                   | 31,86 | 31,37 | 10,53 | 9,73  | 4,25  | 3,65 | 3,42 | 1,14 | 23 155   |

### Sardoal
| Partido                 | Partido                                  | Votos | %               | +/-   |
| ----------------------- | ---------------------------------------- | ----- | --------------- | ----- |
|                         | Partido Socialista                       | 794   | 34,40 / 100,00  | 2,07  |
|                         | Aliança Democrática (PPD/PSD-CDS-PP-PPM) | 743   | 32,19 / 100,00  | 1,79  |
|                         | CHEGA                                    | 251   | 10,88 / 100,00  | -     |
|                         | Iniciativa Liberal                       | 124   | 5,37 / 100,00   | 4,81  |
|                         | Bloco de Esquerda                        | 89    | 3,86 / 100,00   | 5,77  |
|                         | Coligação Democrática Unitária (PCP-PEV) | 74    | 3,21 / 100,00   | 1,11  |
|                         | LIVRE                                    | 74    | 3,21 / 100,00   | 2,27  |
|                         | Alternativa Democrática Nacional         | 37    | 1,60 / 100,00   | 1,47  |
|                         | Outros (com menos de 1,00%)              | 58    | 2,51 / 100,00   |       |
| Votos Inválidos         | Votos Inválidos                          | 64    | 2,77 / 100,00   | 7,68  |
| Total                   | Total                                    | 2 308 | 100,00 / 100,00 |       |
| Eleitorado/Participação | Eleitorado/Participação                  | 3 157 | 73,11 / 100,00  | 23,99 |

| Freguesia              | %     | %     | %     | %    | %    | %    | %    | %    | Votantes |
| Freguesia              | PS    | AD    | CH    | IL   | BE   | CDU  | L    | ADN  | Votantes |
| ---------------------- | ----- | ----- | ----- | ---- | ---- | ---- | ---- | ---- | -------- |
| Freguesia              |       |       |       |      |      |      |      |      | Votantes |
| Alcaravela             | 27,01 | 45,77 | 9,28  | 2,89 | 3,09 | 2,89 | 2,27 | 2,68 | 485      |
| Santiago de Montalegre | 30,00 | 41,67 | 9,58  | 5,00 | 3,33 | 1,67 | 2,50 | 1,67 | 240      |
| Sardoal                | 37,21 | 26,72 | 12,30 | 6,11 | 3,40 | 3,17 | 3,70 | 1,28 | 1 325    |
| Valhascos              | 37,98 | 25,97 | 7,75  | 6,59 | 8,14 | 5,43 | 3,10 | 1,16 | 258      |
| Sardoal                | 34,40 | 32,19 | 10,88 | 5,37 | 3,86 | 3,21 | 3,21 | 1,60 | 2 308    |

### Tomar
| Partido                 | Partido                                  | Votos  | %               | +/-   |
| ----------------------- | ---------------------------------------- | ------ | --------------- | ----- |
|                         | Partido Socialista                       | 5 372  | 33,47 / 100,00  | 1,43  |
|                         | Aliança Democrática (PPD/PSD-CDS-PP-PPM) | 4 847  | 30,20 / 100,00  | 2,43  |
|                         | CHEGA                                    | 1 777  | 11,07 / 100,00  | -     |
|                         | Iniciativa Liberal                       | 1 266  | 7,89 / 100,00   | 7,30  |
|                         | Bloco de Esquerda                        | 687    | 4,28 / 100,00   | 7,04  |
|                         | LIVRE                                    | 545    | 3,40 / 100,00   | 1,85  |
|                         | Coligação Democrática Unitária (PCP-PEV) | 507    | 3,16 / 100,00   | 1,96  |
|                         | Alternativa Democrática Nacional         | 236    | 1,47 / 100,00   | 0,98  |
|                         | Pessoas–Animais–Natureza                 | 165    | 1,03 / 100,00   | 2,89  |
|                         | Outros (com menos de 1,00%)              | 261    | 1,63 / 100,00   |       |
| Votos Inválidos         | Votos Inválidos                          | 389    | 2,42 / 100,00   | 5,76  |
| Total                   | Total                                    | 16 052 | 100,00 / 100,00 |       |
| Eleitorado/Participação | Eleitorado/Participação                  | 33 347 | 48,14 / 100,00  | 13,48 |

| Freguesia                                   | %     | %     | %     | %    | %    | %    | %    | %    | %    | Votantes |
| Freguesia                                   | PS    | AD    | CH    | IL   | BE   | L    | CDU  | ADN  | PAN  | Votantes |
| ------------------------------------------- | ----- | ----- | ----- | ---- | ---- | ---- | ---- | ---- | ---- | -------- |
| Freguesia                                   |       |       |       |      |      |      |      |      |      | Votantes |
| Além da Ribeira e Pedreira                  | 38,60 | 28,13 | 9,65  | 5,13 | 4,11 | 2,26 | 3,90 | 2,05 | 0,82 | 487      |
| Asseiceira                                  | 42,32 | 18,51 | 13,93 | 6,83 | 5,30 | 3,95 | 2,70 | 1,44 | 0,99 | 1 113    |
| Carregueiros                                | 32,83 | 32,61 | 10,22 | 6,96 | 3,70 | 4,35 | 3,48 | 1,52 | 0,65 | 460      |
| Casais e Alviobeira                         | 33,31 | 32,68 | 10,89 | 7,60 | 4,55 | 2,12 | 1,57 | 2,12 | 0,71 | 1 276    |
| Madalena e Beselga                          | 36,28 | 24,84 | 11,97 | 7,29 | 4,98 | 3,62 | 4,27 | 1,48 | 1,42 | 1 687    |
| Olalhas                                     | 21,72 | 43,17 | 9,29  | 7,92 | 3,14 | 3,96 | 1,37 | 1,91 | 2,32 | 732      |
| Paialvo                                     | 36,48 | 23,49 | 16,17 | 5,90 | 2,95 | 3,42 | 5,19 | 1,18 | 0,94 | 847      |
| Sabacheira                                  | 42,82 | 26,76 | 11,92 | 5,35 | 4,14 | 1,70 | 2,19 | 1,95 | 0,24 | 411      |
| São João Baptista e Santa Maria dos Olivais | 32,74 | 29,78 | 9,91  | 9,44 | 4,67 | 3,89 | 3,46 | 1,09 | 1,15 | 6 612    |
| São Pedro de Tomar                          | 32,26 | 34,91 | 11,45 | 5,30 | 3,69 | 2,46 | 3,12 | 2,08 | 0,47 | 1 057    |
| Serra e Junceira                            | 27,37 | 40,51 | 11,46 | 7,52 | 2,63 | 2,48 | 1,82 | 1,82 | 0,51 | 1 370    |
| Tomar                                       | 33,47 | 30,20 | 11,07 | 7,89 | 4,28 | 3,40 | 3,16 | 1,47 | 1,03 | 16 052   |

### Torres Novas
| Partido                 | Partido                                  | Votos  | %               | +/-  |
| ----------------------- | ---------------------------------------- | ------ | --------------- | ---- |
|                         | Partido Socialista                       | 5 177  | 36,23 / 100,00  | 0,08 |
|                         | Aliança Democrática (PPD/PSD-CDS-PP-PPM) | 3 718  | 26,02 / 100,00  | 4,41 |
|                         | CHEGA                                    | 1 471  | 10,30 / 100,00  | -    |
|                         | Iniciativa Liberal                       | 1 027  | 7,19 / 100,00   | 6,66 |
|                         | Bloco de Esquerda                        | 829    | 5,80 / 100,00   | 7,98 |
|                         | Coligação Democrática Unitária (PCP-PEV) | 703    | 4,92 / 100,00   | 2,96 |
|                         | LIVRE                                    | 472    | 3,30 / 100,00   | 2,06 |
|                         | Alternativa Democrática Nacional         | 181    | 1,27 / 100,00   | 0,81 |
|                         | Pessoas–Animais–Natureza                 | 152    | 1,06 / 100,00   | 2,78 |
|                         | Outros (com menos de 1,00%)              | 187    | 1,30 / 100,00   |      |
| Votos Inválidos         | Votos Inválidos                          | 371    | 2,60 / 100,00   | 5,36 |
| Total                   | Total                                    | 14 288 | 100,00 / 100,00 |      |
| Eleitorado/Participação | Eleitorado/Participação                  | 30 688 | 46,56 / 100,00  | 8,61 |

| Freguesia                                   | %     | %     | %     | %    | %    | %    | %    | %    | %    | Votantes |
| Freguesia                                   | PS    | AD    | CH    | IL   | BE   | CDU  | L    | ADN  | PAN  | Votantes |
| ------------------------------------------- | ----- | ----- | ----- | ---- | ---- | ---- | ---- | ---- | ---- | -------- |
| Freguesia                                   |       |       |       |      |      |      |      |      |      | Votantes |
| Assentiz                                    | 39,88 | 28,25 | 9,32  | 6,07 | 5,06 | 2,75 | 1,88 | 1,81 | 0,87 | 1 384    |
| Brogueira, Parceiros de Igreja e Alcorochel | 40,19 | 25,93 | 8,71  | 6,70 | 5,17 | 5,36 | 1,82 | 1,53 | 0,48 | 1 045    |
| Chancelaria                                 | 33,62 | 32,38 | 12,58 | 5,43 | 3,11 | 2,24 | 2,62 | 1,12 | 0,87 | 803      |
| Meia Via                                    | 34,91 | 20,18 | 14,91 | 7,72 | 5,96 | 4,21 | 3,68 | 1,40 | 1,40 | 570      |
| Olaia e Paço                                | 37,89 | 21,77 | 12,25 | 6,41 | 6,03 | 5,56 | 3,96 | 0,94 | 1,51 | 1 061    |
| Pedrógão                                    | 39,71 | 25,95 | 10,18 | 6,71 | 5,03 | 4,92 | 2,80 | 0,67 | 0,34 | 894      |
| Riachos                                     | 36,65 | 22,83 | 11,91 | 6,83 | 7,26 | 5,63 | 3,55 | 1,20 | 1,15 | 1 831    |
| Santa Maria, Salvador e Santiago            | 31,14 | 29,30 | 10,06 | 9,21 | 6,35 | 4,59 | 3,92 | 1,26 | 1,11 | 3 420    |
| São Pedro, Lapas e Ribeira Branca           | 37,48 | 24,07 | 8,53  | 6,72 | 5,99 | 6,17 | 3,76 | 1,25 | 1,39 | 2 871    |
| Zibreira                                    | 40,83 | 26,16 | 9,05  | 5,38 | 3,67 | 6,60 | 2,69 | 1,47 | 0,49 | 409      |
| Torres Novas                                | 36,23 | 26,02 | 10,30 | 7,19 | 5,80 | 4,92 | 3,30 | 1,27 | 1,06 | 14 288   |

### Vila Nova da Barquinha
| Partido                 | Partido                                  | Votos | %               | +/-  |
| ----------------------- | ---------------------------------------- | ----- | --------------- | ---- |
|                         | Partido Socialista                       | 1 052 | 36,08 / 100,00  | 4,99 |
|                         | Aliança Democrática (PPD/PSD-CDS-PP-PPM) | 647   | 22,19 / 100,00  | 6,37 |
|                         | CHEGA                                    | 449   | 15,40 / 100,00  | -    |
|                         | Iniciativa Liberal                       | 226   | 7,75 / 100,00   | 7,19 |
|                         | Coligação Democrática Unitária (PCP-PEV) | 144   | 4,94 / 100,00   | 3,38 |
|                         | Bloco de Esquerda                        | 122   | 4,18 / 100,00   | 6,00 |
|                         | LIVRE                                    | 91    | 3,12 / 100,00   | 1,39 |
|                         | Alternativa Democrática Nacional         | 39    | 1,34 / 100,00   | 0,86 |
|                         | Pessoas–Animais–Natureza                 | 35    | 1,20 / 100,00   | 3,52 |
|                         | Outros (com menos de 1,00%)              | 43    | 1,48 / 100,00   |      |
| Votos Inválidos         | Votos Inválidos                          | 68    | 2,34 / 100,00   | 5,90 |
| Total                   | Total                                    | 2 916 | 100,00 / 100,00 |      |
| Eleitorado/Participação | Eleitorado/Participação                  | 6 420 | 45,42 / 100,00  | 8,33 |

| Freguesia              | %     | %     | %     | %    | %    | %    | %    | %    | %    | Votantes |
| Freguesia              | PS    | AD    | CH    | IL   | CDU  | BE   | L    | ADN  | PAN  | Votantes |
| ---------------------- | ----- | ----- | ----- | ---- | ---- | ---- | ---- | ---- | ---- | -------- |
| Freguesia              |       |       |       |      |      |      |      |      |      | Votantes |
| Atalaia                | 36,17 | 21,61 | 13,98 | 7,64 | 6,92 | 5,04 | 3,31 | 1,15 | 0,86 | 694      |
| Praia do Ribatejo      | 38,04 | 24,84 | 14,75 | 6,37 | 3,26 | 2,64 | 2,33 | 2,02 | 0,93 | 644      |
| Tancos                 | 52,32 | 16,56 | 13,25 | 2,65 | 5,30 | 3,31 | 3,31 | 0,66 | 0    | 151      |
| Vila Nova da Barquinha | 33,43 | 21,86 | 16,61 | 8,97 | 4,70 | 4,56 | 3,36 | 1,19 | 1,61 | 1 427    |
| Vila Nova da Barquinha | 36,08 | 22,19 | 15,40 | 7,75 | 4,94 | 4,18 | 3,12 | 1,34 | 1,20 | 2 916    |